# Шимба-Гіллз (національний заповідник)
4°15′26″ пд. ш. 39°23′16″ сх. д. / 4.25722222° пд. ш. 39.38777778° сх. д.
Шимба-Хілс — національний заповідник  розташований на півдні Кенії, заснований у 1968 році
Національний заповідник Шімба-Хілс — невеликий національний парк в прибережній провінції Кенії за 33 км від Момбаси та за 15 км від узбережжя. Територія заповідника покрита переважно дощовими лісами, окремими чагарниками лісу і трав'янистими співтовариствами. Цей район є досить важливим з точки зору біорізноманіття рослин — понад 50% з 159 рідкісних видів рослин Кенії виростає в Шімба-Хілс, в тому числі зникаючі види  саговникоподібних та орхідей. Заповідник також є місцем проживання різноманітних  птахів і метеликів.

## Фауна
У Шімба-Хілс існує єдина в Кенії популяція  чорної  шаблорогої антилопи (в парку близько 100 особин), що було головною причиною створення національного заповідника.
У заповіднику за різними оцінками мешкає близько 700 слонів. Їх популяція дуже велика і завдає значної шкоди рослинності. Також досяг критичного рівня конфлікт між людьми і слонами і з метою надати слонам шлях для покидання парку був створений заповідник слонів Mwaluganje на півночі Шімба-Хілс. Інша частина кордонів парку огороджена для запобігання вторгнення слонів на сільськогосподарські угіддя. Служба охорони дикої природи Кенії планувала перевезти до 400 слонів з Шімба-Хілс до  національного парку Східний Цаво в 2005 році.
В заповіднику також мешкають жираф, леопард, генетти, степовій кіт, гієна, водяний козел, чагарникова свиня, африканський буйвол, бушбок, прибережний колобус, блакитний дукер, чагарниковий дукер, червоний дукер, великий галаго, верветка, Білогорла мавпа, сервал, бурозубки.
Зареєструвано 111 видів птахів, серед них чубата цесарка, чубатий шуліка, великий медосос, вінценосний журавель.
З плазунів зустрічаються справжні пітони, кобра, гекон і ящірки, з комах метелики, комарі, бджоли.

## Туризм
Вхідні квитки в парк (в 2012 р.):
| Категорія                                    | Вартість |
| -------------------------------------------- | -------- |
| Громадяни держав Східної Африки              | 200 KSh  |
| Студенти і діти держав Східної Африки        | 100 KSh  |
| Громадяни інших держав                       | 20 $     |
| Студенти і діти інших держав                 | 10 $     |
| Транспортний засіб менше 6 місць (за 1 день) | 300 KSh  |

## Ресурси Інтернету
- Kenya Wildlife Service — Shimba Hills National Reserve. Архів оригіналу за 6 червня 2010.